# Anneli Ott
Anneli Ott, precedentemente coniugata Viitkin (Tartu, 2 maggio 1976), è una politica estone, Ministro della Cultura dal 2021 e in precedenza Ministro della Pubblica Amministrazione.

## Biografia
Figlia del politico Jaak Ott, deceduto con la moglie nel naufragio dell'Estonia, Anneli Ott ha studiato alla Parksepa Secondary School nella contea di Võru, diplomandosi nel 1994. Ha ricevuto un'istruzione superiore presso la Facoltà di Educazione Fisica dell'Università di Tartu nel 1999 nel campo delle scienze del movimento e dello sport. Nel 2000 è diventata insegnante.
Entrò in politica aderendo inizialmente all'Unione Popolare Estone, con cui fu eletta nel consiglio comunale rurale di Lasva. Tra il 2009 e il 2010 fu sindaco di Võru, affiliata al Partito Socialdemocratico.
Dal 2011 è un'esponente del Partito di Centro Estone, con il quale nel 2015 si candidò infruttuosamente al Riigikogu. Qualche mese dopo tuttavia divenne deputata in sostituzione del dimissionario Priit Toobal. Nel 2019 fu eletta per un mandato completo.
Rivestì la carica di Ministro della Pubblica Amministrazione negli ultimi mesi del governo Ratas II e successivamente alle dimissioni dell'esecutivo, venne nominata nel gennaio 2021 Ministro della Cultura nel governo Kaja Kallas.

## Vita privata
È divorziata e madre di una figlia e di un figlio.